# Абаза, Виктор Вениаминович
Ви́ктор Вениами́нович (Ви́кторович) Абаза́ (8 (20) марта 1873 — 24 ноября 1954, Монте-Карло) — музыкант, балалаечник, автор романсов, композитор.

## Биография
В 1897 году окончил Императорское училище правоведения в Петербурге (58 выпуск).
Ещё в училище создал первый русский балалаечный коллектив. Его виртуозная игра на балалайке удостоилась высокого одобрения цесаревича Николая Александровича.
В эмиграции жил во Франции и Монте-Карло.
С 1920 года концертировал в Париже и Ницце.
В 1920—1930-х многократно участвовал в благотворительных концертах русских обществ и союзов.
В 1926 году был постановщиком концерта в Ницце, устроенного Франко-русским благотворительным обществом на Ривьере. Член Комитета кассы правоведов (1930-е).
7 июня 1949 года в Париже в зале Российского музыкального общества за границей состоялся юбилейный концерт по случаю 50-летия его артистической деятельности.
Похоронен на кладбище Кокад в Ницце.

## Романсы
- «Утро туманное…» на слова И. С. Тургенева (1897)[3][4]
- «Я встретил вас…» на слова Ф. И. Тютчева[5]
- Еврейская мелодия на слова М. Ю. Лермонтова (1901)
- «Всё — вы» («Едва меня узнали…») на слова Н. Г. Северского
- Романс Зины «Он мой покой» на слова Н. С. Лебедева.